# Psocomorpha
Sous-ordre
Taxons de rang inférieur
- Archipsocetae
- Caeciliusetae
- Epipsocetae
- Homilopsocidea
- Philotarsetae
- Psocetae

Les Psocomorpha (Les psocomorphes en français) sont un sous-ordre d'insectes de l'ordre des Psocoptera.
Les espèces se répartissent en plus de 20 familles situées dans 6 infra-ordres et il y a deux familles fossiles non classées : les †Arcantipsocidae et les †Paramesopsocidae.